# Stałe Przedstawicielstwo Arabii Saudyjskiej przy ONZ
Stałe Przedstawicielstwo Arabii Saudyjskiej przy Narodach Zjednoczonych (ang. Permanent Mission of The Kingdom of Saudi Arabia to the United Nations) – misja dyplomatyczna Królestwa Arabii Saudyjskiej przy Organizacji Narodów Zjednoczonych z siedzibą w Nowym Jorku.

## Historia
Królestwo Arabii Saudyjskiej jest członkiem pierwotnym Organizacji Narodów Zjednoczonych.